# Georg von Waldersee
Georg von Waldersee (Brandeburgo sulla Havel, 1º settembre 1860 – Ivenack, 7 settembre 1932) è stato un generale tedesco.
Prima dello scoppio del primo conflitto mondiale ricoprì l'incarico di Quartiermastro generale dell'esercito tedesco alle dirette dipendenze del generale von Moltke. Svolse un ruolo di primo piano nella firma della convenzione militare della Triplice Alleanza, in cui si definiva l'impiego di truppe del Regio Esercito italiano in Alsazia, al fianco delle truppe tedesche in caso di guerra con la Francia e la Russia.

## Biografia
Nacque a Brandeburgo sulla Havel il 1º settembre 1860, figlio di Georg Ernst Franz Heinrich (1824–1870) e di Laura Luise Adelheid von Knoblauch (1836-1904), ed era nipote del Feldmaresciallo prussiano e Capo di Stato Maggiore Alfred von Waldersee. In seguito sposò la signorina Elisabeth Bertha Marie Auguste Karoline von Adolfine Maltzahn (1864-1941), figlia di Adolf von Plessen, un membro del Reichstag, anch'essa discendente da una famiglia di militari.

### Carriera militare
Arruolatosi nel Deutsches Heer, il 14 maggio 1880 fu promosso sottotenente, il 13 novembre 1888 tenente, il 27 gennaio 1893 rittmeister, e il 27 gennaio 1899 major. Il 22 aprile 1905 fu nominato Capo di stato maggiore del VII Corpo d'armata (VII. Armee-Korps) di stanza a Münster, al comando del generale Moritz von Bissing, e il 18 maggio dello stesso anno fu promosso oberstleutnant. Il 21 gennaio 1907 fu assegnato in qualità di vicecomandante al 17º Reggimento Dragoni del Mecklemburg di stanza a Ludwigslust, di cui divenne comandante del corso del 1909. A partire dal 1º aprile 1911 assunse il comando della 3ª Brigata di cavalleria, e il 22 marzo 1912 fu promosso al grado di generalmajor. 
Nel 1913 divenne Quartiermastro generale (Oberquartiermeister) presso il Großer Generalstab a Berlino, ricoprendo l'incarico di membro della Commissione per l'Arma di cavalleria. Mentre si trovava nella Capitale esortò più volte, anche per iscritto in una nota del 5 maggio 1914, il proprio governo a lanciare una guerra preventiva contro Francia e Russia prima che quest'ultima potesse completare il programma di ammodernamento delle ferrovie e dell'esercito. Nel corso del mese di maggio ebbe incontri con il generale Conrad von Hötzendorf a (Karlsbad, 12 maggio), in cui ribadì il pieno appoggio tedesco all'alleato austro-ungarico, e con poi con il cancelliere Theobald von Bethmann-Hollweg. 
Secondo lo storico Annika Mombaur durante la crisi di luglio rimase in costante contatto con il Ministero degli esteri tedesco, nell'eventualità di iniziare le operazioni di mobilitazione generale dell'esercito.
Allo scoppio delle ostilità fu nominato, con sua grande delusione, Capo di stato maggiore dell'8. Armee operante sul fronte orientale al comando del generale Maximilian von Prittwitz. Dopo la sconfitta di Gumbinnen avvenuta il 20 agosto 1914, sia lui che von Prittwitz furono sollevati dal comando e messi a riposo il giorno dopo, sostituiti il giorno 22 rispettivamente da Erich Ludendorff e Paul von Hindenburg. Durante il corso della guerra ricoprì l'incarico di governatore militare di Sebastopoli, e terminò la guerra con il grado di tenente generale. In una sua dichiarazione rilasciata dopo la fine della prima guerra mondiale ammise, critocandole aspramente, che le decisioni prese da von Moltke di apportate vaste modifiche al Piano Schlieffen e di difendere la Prussia Orientale dall'invasione contribuì grandemente al fallimento del piano stesso, il quale originariamente non prevedeva alcuna difesa ad oriente finché la Francia non fosse stata definitivamente sconfitta.

### Il ruolo nella triplice Alleanza
Nell'autunno del 1912 alcuni ufficiali di stato maggiore italiani, tedeschi e austriaci presero parte agli incontri preliminari per scrivere i dettagli di una nuova convenzione militare da stipularsi tra i tre paesi. Nel gennaio del 1913 eseguì una missione segreta, su incarico di von Moltke, a Roma dove incontro il Capo di Stato Maggiore del Regio Esercito, generale Alberto Pollio, per discutere i termini dell'eventuale intervento militare italiano a fianco di Austria-Ungheria e Germania in un'eventuale guerra. Oltre a Pollio incontrò anche il generale Luigi Zuccari, ufficiale designato al comando della 3ª Armata che, in caso di guerra doveva operare in Alsazia a fianco dei tedeschi. Mentre i generali conferivano a Roma, gli ufficiali di Stato maggiore dei tre eserciti si incontravano a Vienna per stabilire i dettagli tecnici del movimento delle truppe italiane attraverso l'Austria-Ungheria e la Germania fino in Alsazia. Al termine dei colloqui di Roma egli andò a Vienna per riferire i risultati, incontrando l'Imperatore Francesco Giuseppe, il principe ereditario Francesco Ferdinando, il capo di stato maggiore dell'esercito generale Conrad von Hötzendorf e il comandante della marina, ammiraglio Montecuccoli, rientrando successivamente a Berlino. Entro il 18 febbraio furono raggiunti gli accordi preliminari riguardo al dispiegamento di due divisioni di cavalleria e tre corpi d'armata italiani, per un totale di 150.000 uomini, in Germania, sul confine franco-tedesco.

### La Famiglia
Sposato con Elisabeth Bertha Marie Karoline Adolfine Auguste, Baronessa von Maltzahn (1864–1941) figlia del deputato a Reichstag Adolf von Plessen, la coppia ebbe due figlie: Edelgard Laura Elisabeth (16 luglio 1891-16 ottobre 1981) e Magdalene Asta Pauline (9 febbraio 1893-6 maggio 1945)

## Ascendenza
|                                          |                              |                                            | Genitori                     |  |  | Nonni |  |  | Bisnonni                          |  |  | Trisnonni                     |  |
|                                          |                              |                                            |                              |  |  |       |  |  | Franz Johann George von Waldersee |  |  | Leopold III von Anhalt-Dessau |  |
|                                          |                              |                                            |                              |  |  |       |  |  | Franz Johann George von Waldersee |  |  | Leopold III von Anhalt-Dessau |  |
|                                          |                              | Johanna Eleonore Hoffmeier                 |                              |  |  |       |  |  | Franz Johann George von Waldersee |  |  |                               |  |
| Franz Heinrich von Waldersee             |                              |                                            |                              |  |  |       |  |  | Franz Johann George von Waldersee |  |  |                               |  |
|                                          |                              | Bertha Wilhelmine Friederike von Hünerbein | Georg Heinrich von Hünerbein |  |  |       |  |  |                                   |  |  |                               |  |
|                                          |                              | Bertha Wilhelmine Friederike von Hünerbein | Georg Heinrich von Hünerbein |  |  |       |  |  |                                   |  |  |                               |  |
|                                          |                              | Bertha Wilhelmine Friederike von Hünerbein | Ulrike von Knobelsdorff      |  |  |       |  |  |                                   |  |  |                               |  |
| Georg Ernst Franz Heinrich von Waldersee |                              | Bertha Wilhelmine Friederike von Hünerbein |                              |  |  |       |  |  |                                   |  |  |                               |  |
|                                          |                              | David Burr Lee                             | Daniel Lee                   |  |  |       |  |  |                                   |  |  |                               |  |
|                                          |                              | David Burr Lee                             | Daniel Lee                   |  |  |       |  |  |                                   |  |  |                               |  |
|                                          |                              | David Burr Lee                             | Hester Bradley Banks         |  |  |       |  |  |                                   |  |  |                               |  |
| Mary Lee                                 |                              | David Burr Lee                             |                              |  |  |       |  |  |                                   |  |  |                               |  |
|                                          |                              | Anne Duryce Phillips                       | Thompson Phillips            |  |  |       |  |  |                                   |  |  |                               |  |
|                                          |                              | Anne Duryce Phillips                       | Thompson Phillips            |  |  |       |  |  |                                   |  |  |                               |  |
|                                          |                              | Anne Duryce Phillips                       | Abigail Chesebrough Mumford  |  |  |       |  |  |                                   |  |  |                               |  |
| Georg Friedrich Wilhelm von Waldersee    |                              | Anne Duryce Phillips                       |                              |  |  |       |  |  |                                   |  |  |                               |  |
|                                          | Otto Christoph von Knoblauch | …                                          |                              |  |  |       |  |  |                                   |  |  |                               |  |
|                                          | Otto Christoph von Knoblauch | …                                          |                              |  |  |       |  |  |                                   |  |  |                               |  |
|                                          | Otto Christoph von Knoblauch | …                                          |                              |  |  |       |  |  |                                   |  |  |                               |  |
| Friedrich Wilhelm von Knoblauch          | Otto Christoph von Knoblauch |                                            |                              |  |  |       |  |  |                                   |  |  |                               |  |
|                                          |                              | Karoline von der Hagen                     | …                            |  |  |       |  |  |                                   |  |  |                               |  |
|                                          |                              | Karoline von der Hagen                     | …                            |  |  |       |  |  |                                   |  |  |                               |  |
|                                          |                              | Karoline von der Hagen                     | …                            |  |  |       |  |  |                                   |  |  |                               |  |
| Laura Luise Adelheid von Knoblauch       |                              | Karoline von der Hagen                     |                              |  |  |       |  |  |                                   |  |  |                               |  |
|                                          |                              | …                                          | …                            |  |  |       |  |  |                                   |  |  |                               |  |
|                                          |                              | …                                          | …                            |  |  |       |  |  |                                   |  |  |                               |  |
|                                          |                              | …                                          | …                            |  |  |       |  |  |                                   |  |  |                               |  |
| Pauline von Bardeleben                   |                              | …                                          |                              |  |  |       |  |  |                                   |  |  |                               |  |
|                                          |                              | …                                          | …                            |  |  |       |  |  |                                   |  |  |                               |  |
|                                          |                              | …                                          | …                            |  |  |       |  |  |                                   |  |  |                               |  |
|                                          |                              | …                                          | …                            |  |  |       |  |  |                                   |  |  |                               |  |
|                                          |                              | …                                          |                              |  |  |       |  |  |                                   |  |  |                               |  |

## Pubblicazioni
- Betrachtungen eines alten Preußen über die Schicksale seines deutschen Vaterlandes, R. Eisenschmidt, Berlin, 1927.

### Annotazioni
1. ↑  In lingua tedesca Großherzoglich Mecklenburgische Dragoner-Regiment Nr. 17.
2. ↑  Il 21 marzo 1908 fu promosso al grado di oberst.
3. ↑  Secondo Moltke tali modifiche si resero necessarie per l'adozione da parte dell'esercito francese del Piano XVII, elaborato dal generale Joseph Joffre, con un'impostazione prevalentemente offensiva, e prevedeva l'invasione di gran parte del territorio tedesco.
4. ↑  Che secondo le intenzioni italiane doveva, però, essere strettamente difensiva.
5. ↑  L'accordo prevedeva il trasferimento della 3ª Armata in Alsazia tra l'ottavo e il ventesimo giorno della mobilitazione, usando ben definite linee ferroviarie italiane, austriache e tedesche. Entro tre giorni dall'arrivo in Alsazia, la 3ª Armata avrebbe iniziato le operazioni belliche in collaborazione con l'esercito tedesco.
6. ↑  Nel 1913 sposò Albrecht Freiherr von Maltzahn Graf von Plessen, un suo diretto cugino, morto suicida il 6 maggio 1945.

### Fonti
1. 1 2 3  Showalter 2004, p. 91.
2. ↑  (EN) Georg Graf von Waldersee, su home.comcast.net/~jcviser/. URL consultato il 12 settembre 2015 (archiviato dall'url originale il 30 settembre 2015)..
3. ↑  Mombauer 2001, p. 177.
4. ↑  Mombauer 2001, p. 196.
5. ↑  Herwig 2014, p. 22.
6. ↑  Showalter 2004, p. 144.
7. ↑  Showalter 2004, p. 190.
8. ↑  Mombauer 2001, p. 244.
9. ↑  Mombauer 2001, p. 245.
10. 1 2 3  Alfred A. Novi, Schlieffen's Italian Connection, S&T, n. 207.
11. 1 2 3  Milan Vego, Austro-Hungarian Naval Policy 1904-1914, Routledge, Abingdon, 2013.
12. ↑  (DE) Friedrich Wilhelm Franz Georg, Graf von Waldersee, su geneall.net..
13. ↑  Nel 1920 sposò il principe Gustav von Schönaich-Carolath, uno die figli dello scrittore Emil von Schoenaich-Carolath.
14. ↑  Kriegsministerium 1914, p. 16.